# Bambi, la vita di un capriolo
Bambi, la vita di un capriolo (titolo originale in lingua tedesca: Bambi: Eine Lebensgeschichte aus dem Walde, letteralmente: "Bambi: Una vita nei boschi") è un libro dello scrittore ungherese Felix Salten. È stato pubblicato per la prima volta nel 1923 dalla casa editrice Ullstein Verlag.
Il romanzo ripercorre la vita di Bambi, un capriolo maschio, dalla nascita attraverso l'infanzia, la perdita della madre, l'incontro di una compagna, le lezioni apprese dal padre e l'esperienza sui pericoli derivanti dai cacciatori nel bosco. Una traduzione in lingua inglese di Whittaker Chambers fu pubblicata in Nord America da Simon & Schuster nel 1928; il romanzo è stato poi tradotto e pubblicato in oltre 30 lingue in tutto il mondo. Nel 1939, Salten pubblicò successivamente il sequel Bambis Kinder: Eine Familie im Walde (tradotto nel 1944, Mormorio nel bosco: Romanzo; letteralmente "I figli di Bambi: Una famiglia nel bosco").
Il romanzo è stato ben accolto dalla critica ed è considerato un classico, così come uno dei primi romanzi ambientali mai pubblicati. È stato adattato dalla Walt Disney Animation Studios nel film d'animazione cinematografica Bambi del 1942.

## Trama
Bambi è un cucciolo di capriolo nato in un boschetto durante la tarda primavera. Nel corso dell'estate, la madre gli insegna come vivono i caprioli e i vari abitanti della foresta. Quando il figlio le pare abbastanza cresciuto, lo porta nella prateria, un posto meraviglioso ma anche molto pericoloso, in quanto gli animali sono visibili dai predatori. Dopo qualche timore iniziale dovuto alle raccomandazioni e alla prudenza da parte della madre, Bambi si gode l'esperienza. In una successiva escursione, Bambi incontra sua zia Ena e i suoi cugini gemelli, i cerbiatti Faline e Gobo: essi diventano rapidamente amici e condividono fra loro quanto hanno imparato a conoscere del bosco. Mentre stanno giocando, incontrano per la prima volta i "principi", ossia i caprioli maschi: i cerbiatti apprendono che quelli erano i loro padri, i quali raramente si fermano a discorrere con le femmine e i giovani.
Man mano che Bambi cresce, la madre comincia a lasciarlo solo, soprattutto per via della nuova stagione degli accoppiamenti. Un giorno, mentre la sta cercando disperatamente, Bambi ha il suo primo incontro con "Lui" (la parola usata dagli animali per indicare l'Uomo), di cui rimane profondamente terrorizzato; l’uomo alza un’arma da fuoco e mira verso il cerbiatto, che tuttavia riesce a fuggire a tutta velocità, per poi ritrovare la madre. Dopo essere stato rimproverato da un vecchio capriolo per essersi disperato dell’assenza della madre, Bambi si abitua a rimanere da solo. In seguito, scopre che a sgridarlo è stato il Vecchio Principe, il capriolo più anziano e più grande della foresta, noto per la sua astuzia e per la natura distaccata. Durante l'inverno, Bambi incontra altri suoi simili: Marena, una cerbiatta idealista che sogna un mondo in cui gli animali e l’uomo possano vivere in armonia; Nettla, una vecchia femmina burbera e sarcastica che non può più avere figli; infine, i due principi Ronno e Karus, con cui farà rapidamente amicizia. A metà dell'inverno, purtroppo, i cacciatori tornano nella foresta, uccidendo molti animali tra cui anche la madre di Bambi. Gobo, tra gli esemplari più deboli, scompare e viene creduto morto.
Il romanzo, a questo punto, salta in avanti di un anno: dopo essere stato accudito da Nettla, a Bambi spunta il suo primo paio di corna e per questo inizia ad essere maltrattato dagli altri maschi. È ormai estate e Bambi sta mettendo in mostra il suo secondo paio di corna, ritrovandosi con la sua cugina Faline. Dopo alcuni combattimenti e sconfitte, prima con Karus e poi con Ronno, Bambi dimostra di essere un degno compagno per Faline; i due, che già provavano un’attrazione reciproca, si innamorano e iniziano a passare molto tempo insieme. Ciò, tuttavia, comporta altri rischi per il giovane capriolo: Il Vecchio Principe deve infatti salvargli la vita quando Bambi corre incontro ad un cacciatore che imita il verso di una femmina, credendo che fosse Faline. Bambi impara così ad essere più cauto nel correre verso i richiami e a non fidarsi mai ciecamente dei suoi istinti. Durante l'estate, Gobo ritorna a sorpresa nella foresta dopo essere stato catturato da “Lui” durante la battuta di caccia in cui anche la madre di Bambi venne uccisa; come racconterà ai vecchi amici, l’umano decise invece di accudirlo e crescerlo in salute come se fosse un componente della sua famiglia. Mentre sua madre, Faline e Marena lo ammirano per essere diventato "amico" dell'uomo, il Vecchio Principe prova solo pena per lui e per buone ragioni: Gobo non solo ha preso abitudini comportamentali che sono in deciso contrasto con quelle della vita selvaggia da cui è stato rimosso per così tanto tempo, ma così ha anche perso il suo timore istintivo verso gli uomini. Alcune settimane dopo che Marena è divenuta la sua compagna, infatti, il giovane capriolo viene ucciso da un cacciatore dopo esserglisi avvicinato con troppa sicurezza, convinto che la cavezza al collo da lui indossata lo avrebbe reso “riconoscibile” e dunque immune dai cacciatori.
Bambi, diventato adulto e segnato dalle tragiche esperienze vissute, inizia a trascorrere la maggior parte del suo tempo da solo evitando anche Faline, sebbene la ami ancora in modo malinconico. Più volte si incontra con il Vecchio Principe, che lo avverte delle insidie, gli insegna come liberarsi da un altro animale durante i combattimenti e lo esorta a non percorrere i sentieri battuti dagli uomini per evitare le trappole. Tuttavia, un giorno, Bambi viene ferito dallo sparo di un cacciatore: il Vecchio Principe gli insegna allora a camminare in tondo per confondere l'uomo e i suoi cani finché l'emorragia non si ferma, portandolo poi in un luogo sicuro dove lo fa rimanere fino alla piena guarigione. Il Vecchio Principe gli dimostra inoltre che l'uomo non è onnipotente, mostrandogli il cadavere di un uomo ucciso da un altro uomo. Quando Bambi capisce che "Lui" non è onnipotente e che debba esserci un "Altro" al di sopra di tutte le creature, il vecchio capriolo gli rivela di averlo sempre amato e lo chiama "figlio mio", prima di allontanarsi per andare a morire da solo.
Alla fine del romanzo, Bambi incontra due cerbiatti gemelli e li rimprovera per non essere in grado di stare da soli senza dover richiamare la madre. Dopo averli lasciati, ripensa tra sé che la cerbiatta assomigliava a Faline e che il giovane maschio fosse promettente, sperando di incontrarlo di nuovo quando fosse cresciuto.

## Storia della pubblicazione
Felix Salten scrisse Bambi, eine Lebensgeschichte aus dem Walde dopo la prima guerra mondiale, rivolgendosi ad un pubblico adulto. Il romanzo è stato pubblicato in Austria da Ullstein Verlag nel 1923 e ripubblicato nel 1926 a Vienna.

### Disputa sul diritto d'autore
Originariamente Salten pubblicò Bambi nel 1923 in base alle leggi sul copyright della Germania, che all'epoca non richiedeva alcuna dichiarazione che il romanzo fosse stato protetto da diritto d'autore. Nella ripubblicazione del 1926, ha fatto includere una nota sul copyright degli Stati Uniti, in modo che il lavoro fosse considerato protetto da copyright negli Stati Uniti nel 1926. Nel 1936, Salten vendette alcuni diritti per il romanzo al produttore Sidney Franklin della Metro-Goldwyn-Mayer, il quale li passò a Walt Disney per la realizzazione di un adattamento cinematografico. Dopo la morte di Salten nel 1945, la figlia Anna Wyler ereditò il diritto d'autore, rinnovando la protezione del copyright del romanzo nel 1954. Nel 1958, sottoscrisse tre accordi con la Disney per quanto riguarda i diritti del romanzo. Alla sua morte nel 1977, i diritti passarono a suo marito Veit Wyler e ai suoi figli, che li mantennero fino al 1993 quando i diritti furono venduti alla casa editrice Twin Books. Twin Books e Disney non rimasero d'accordo sui termini e sulla validità del contratto originario sottoscritto da Disney con Anna Wyler e sul continuo uso del nome Bambi da parte di Disney.
Poiché le due società non erano in grado di raggiungere una soluzione, Twin Books presentò una denuncia contro la Disney per violazione del diritto d'autore. Disney ha sostenuto che nella prima edizione originaria del 1923 non era presente alcun avviso di copyright, per cui in base alla legge americana è stato immediatamente considerato come opera di pubblico dominio. Ha inoltre sostenuto che, poiché il romanzo è stato pubblicato nel 1923, il rinnovo della registrazione da parte di Anna Wyler nel 1954 è stato fatto dopo la scadenza e non era quindi valido. Il caso è stato esaminato dalla Corte Distrettuale degli Stati Uniti per il Distretto settentrionale della California, che ha stabilito che il romanzo è stato protetto da copyright con la sua pubblicazione nel 1923, e quindi non era di dominio pubblico. Tuttavia, convalidando la data di prima pubblicazione nell'anno 1923, questo ha confermato la validità del ricorso della Disney relativamente al fatto che il rinnovo del copyright era stato presentato troppo tardi e che il romanzo era diventato un lavoro di dominio pubblico nel 1951.
Twin Books presentò appello su tale decisione e nel marzo 1996 la Nona Corte Circondariale degli Stati Uniti invertì la decisione originaria, affermando che il romanzo era un'opera straniera del 1923 e che non era nel dominio pubblico del suo paese di origine una volta rilasciato, quindi la data di pubblicazione originale non poteva essere utilizzato nel sostenere l'applicazione della legge americana sul copyright. Al contrario, nella pubblicazione del 1926, la prima in cui si dichiarava espressamente il copyright negli Stati Uniti, viene considerato l'anno in cui il romanzo è stato protetto da copyright in America. Come tale, il rinnovo di Anna Wyler era stato tempestivo e valido, confermando in tal modo la titolarità dei diritti d'autore da parte di Twin Books.
La decisione Twin Books è ancora considerata controversa da molti esperti di copyright: ad esempio, David Nimmer, in un articolo del 1998, ha sostenuto che se la sentenza fosse applicata ai libri di epica greca, nel caso fossero pubblicati solo al di fuori degli Stati Uniti senza la richiesta formalità, sarebbero ammissibili alla protezione del copyright. Sebbene Nimmer abbia concluso che Twin Books ha richiesto questo dato (all'interno del Nono Circuito), ha caratterizzato il risultato come "palesemente assurdo".
Il copyright americano del romanzo è scaduto il 1º gennaio 2022, mentre in Unione europea, dove i diritti terminano settant'anni dopo la morte dell'autore, è nel pubblico dominio dal 1º gennaio 2016.

## Versioni cinematografiche
Nel 1942 lo studio Disney ha prodotto un film animato che ha avuto un seguito nel 2006, dal titolo Bambi 2 - Bambi e il Grande Principe della foresta. Nei film, la specie di Bambi è stata cambiata da capriolo a cervo dalla coda bianca. Inoltre sono stati eliminati molti personaggi del libro, come Gobo, mentre ne sono stati inseriti di nuovi, fra cui un coniglio, Tamburino e una puzzola (in verità una moffetta, sempre nell'ottica dell'adattamento Disney alla fauna nordamericana), Fiore. 
Nel 2025, Bambi è entrato nel The Twisted Childhood Universe, nella rivisitazione horror Bambi: The Reckoning.  
Sempre nel 2025 è stato distribuito nei cinema un film live-action Bambi: Una vita nei boschi.